# IPP Trophy 1994
L'IPP Trophy 1994 è stato un torneo di tennis facente parte della categoria ATP Challenger Series nell'ambito dell'ATP Challenger Series 1994. Il torneo si è giocato a Ginevra in Svizzera dal 15 al 21 agosto 1994 su campi in terra rossa.

## Vincitori

### Singolare
José Francisco Altur ha battuto in finale  Martin Rodriguez con il punteggio di 7–6, 6–4

### Doppio
Luis Lobo /  Daniel Orsanic hanno battuto in finale  Brett Dickinson /  Glenn Wilson con il punteggio di 1–6, 7–6, 6–4